# غودين (رومانيا)
غودين هي بلدية تقع في إقليم أرجيش في رومانيا.